# Moviment Reformista Turcman a la Regió del Kurdistan
El Moviment Reformista Turcman a la Regió del Kurdistan (Bzutnewey Chaksazi, Turkoman le Heremi Kurdistan) és una organització política dels turcmans al Kurdistan Iraquià. Està dirigida per Abdalqadir Bazirgan
A les eleccions del 29 de juliol de 2009 va anar a la Llista de la Reforma dels Turcmans on estava també el Front Turcman Iraquià.